# Clarence E. Case

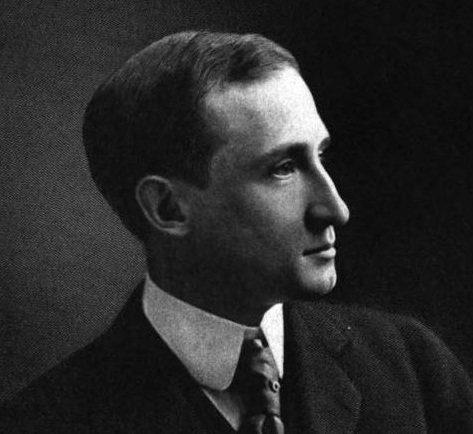
Clarence Edwards Case (1912)

Clarence Edward Case (* 24. September 1877 in Jersey City, New Jersey; † 3. September 1961 in Somerville, New Jersey) war ein US-amerikanischer Politiker und im Januar 1920 für sieben Tage Gouverneur des Bundesstaates New Jersey.

## Frühe Jahre und politischer Aufstieg
Clarence Case besuchte bis 1900 die Rutgers University und studierte anschließend bis 1902 an der New York Law School Jura. Nach seiner Zulassung als Rechtsanwalt begann er in seinem neuen Beruf zu praktizieren. Politisch wurde Case Mitglied der Republikanischen Partei. Zwischen 1908 und 1910 war er Schriftführer im juristischen Ausschuss des Staatssenats und von 1918 bis 1929 war er selbst Mitglied des Senats als Vertreter des Somerset County.

## Gouverneur für sieben Tage
Am 13. Januar 1920 lief die Amtszeit des damaligen Senatspräsidenten William Nelson Runyon aus und Case wurde zu dessen Nachfolger bestimmt. Da aber seit dem Rücktritt von Gouverneur Walter Evans Edge Anfang 1919 entsprechend der Staatsverfassung dessen restliche Amtszeit vom Präsidenten des Senats absolviert werden musste, erbte Case auch dieses Amt von Runyon. Allerdings musste er nur noch die Zeit zwischen dem 13. und 20. Januar 1920 bis zur Amtseinführung des im November gewählten neuen Gouverneurs Edward I. Edwards überbrücken.

## Weiterer Lebenslauf
Nach dem Ende seiner kurzen Gouverneurszeit nahm Case seine Ämter im Staatssenat wieder ein. Dort blieb er bis 1929. Von 1929 bis 1952 gehörte Case dem New Jersey Supreme Court an. Von 1945 und 1948 war er sogar dessen Vorsitzender Richter (Chief Justice). Clarence Case starb im Jahr 1961. Er war zweimal verheiratet und hatte insgesamt drei Kinder. Sein Neffe Clifford P. Case (1904–1982) vertrat später den Staat New Jersey in beiden Kammern des Kongresses.